# Aitor Etxeguren
Aitor Etxeguren González (Bilbao, 26 de noviembre de 2002) es un jugador de baloncesto español. Con 2,06 metros de estatura, juega en la posición de ala-pívot, pudiendo hacerlo también como pívot en las filas del Obradoiro CAB de Primera FEB.

## Trayectoria
Formado en las categorías inferiores de Askartza Claret y Loiola Indautxu. 
En 2018/19 es captado por el Casademont Zaragoza, que lo destina a formar parte de la plantilla del equipo filial de Liga EBA, el Anagan Olivar. Con tan solo 16 años de edad debuta con el primer equipo en la Champions League.
En la temporada 2019/20 continúa en el Anagan Olivar disputando la Liga EBA y promedia 10.2 puntos, 9.4 rebotes y 1.6 tapones por encuentro, destacando como uno de los pocos jugadores en los últimos años capaces de alcanzar tales promedios con tan corta edad. Debutó en Liga ACB con el primer equipo, participando en cinco partidos.
En 2020/21 es cedido al Cáceres Patrimonio de la Humanidad para disputar la LEB Oro. Participó en 17 partidos en los que promedió 8.5 minutos, 1.8 puntos y 1.2 rebotes.
El 17 de agosto de 2021 firma por el Levitec Huesca de la Liga LEB Oro, disputando 26 partidos en la temporada 2021/22 con promedios de 3.7 puntos y 2.8 rebotes.
En julio de 2022, firma por el Club Baloncesto Gran Canaria II de la Liga LEB Plata.
El 28 de julio de 2023, el Grupo Alega Cantabria de la Liga LEB Oro anuncia su fichaje por una temporada.
El 28 de junio de 2024, firma por el TAU Castelló de la LEB Oro.
El 13 de julio de 2025, firma por el Obradoiro CAB de Primera FEB.

## Internacional
Es internacional en categorías inferiores con la selección española de baloncesto. En verano de 2021 disputaría el mundial sub-19.